# Ронкис
Ро̀нкис (на италиански: Ronchis; на фриулски: Roncjis, Рончис) е село и община в Северна Италия, провинция Удине, автономен регион Фриули-Венеция Джулия. Разположено е на 8 m надморска височина. Населението на общината е 2077 души (към 2010 г.).